# Воробьёв, Николай Тимофеевич (связист)
Николай Тимофеевич Воробьёв (1924—1945) — участник Великой Отечественной войны, командир отделения связи 492-го отдельного батальона связи (37-й стрелковый корпус, 46-я армия, 2-й Украинский фронт), младший сержант, Герой Советского Союза (1945).

## Биография
Родился в 1924 году в с. Кормовое Ремонтненского pайона Ростовской области (по другим данным в с. Бислюрта — ныне с. Воробьёвка Приютненского улуса Калмыцкой АО).
По окончании семилетней школы поступил в Элистинское фабрично-заводское училище.
Ушёл на фронт в апреле 1943 года добровольцем. В первом бою проявил мужество, за что был награждён медалью «За боевые заслуги».

### Подвиг
В числе первых 5 декабря 1944 года под сильным артиллерийским огнём противника проложил кабель через Дунай. Оставшись на плацдарме, обеспечил бесперебойную связь командования с переправившимися стрелковыми подразделениями. За время всей операции линия связи, наведённая и обслуживаемая Н. Т. Воробьёвым, несмотря на яростный огонь противника и беспрерывную бомбёжку с воздуха, работала отлично. Все повреждения на линии связи моментально устранялись.
Погиб 14 февраля 1945 года в бою в Будапеште. Похоронен на Центральном кладбище советских воинов в Будапеште (Венгрия).

## Награды
- Указом Президиума Верховного Совета СССР от 24 марта 1945 года за образцовое выполнение боевых заданий командования, проявленные при этом мужество и подлинный героизм младшему сержанту Николаю Тимофеевичу Воробьеву присвоено посмертно звание Героя Советского Союза.
- Награждён орденами Ленина и Отечественной войны I степени, медалью «За боевые заслуги».

## Память
- Обелиск Герою установлен в с. Воробьёвка Приютненского района Калмыкии.
- Имя Воробьева присвоено улице в с. Приютное и школе в с. Воробьёвка.
- В Элисте находится мемориальный комплекс Аллея Героев, на котором располагается барельеф Николая Тимофеевича Воробьёва.